# Source Bleue (Touzac)
Koordinaten: 44° 29′ 22,7″ N, 1° 3′ 9″ O
Die Source Bleue (dt. „Blaue Quelle“) ist eine Karstquelle südlich von Touzac im Département Lot in der Region Okzitanien in Frankreich.

## Beschreibung
Die Source Bleue liegt an der Départementstraße 65 am linken Ufer des Flusses Lot etwa 800 m südlich des Ortes Touzac. Im Mittelalter war der Name der Quelle „Fontaine de Cach“. 1464 wurde dort eine Mühle errichtet. Heute steht an der Source Bleue ein Hotel.